# Death on the Nile

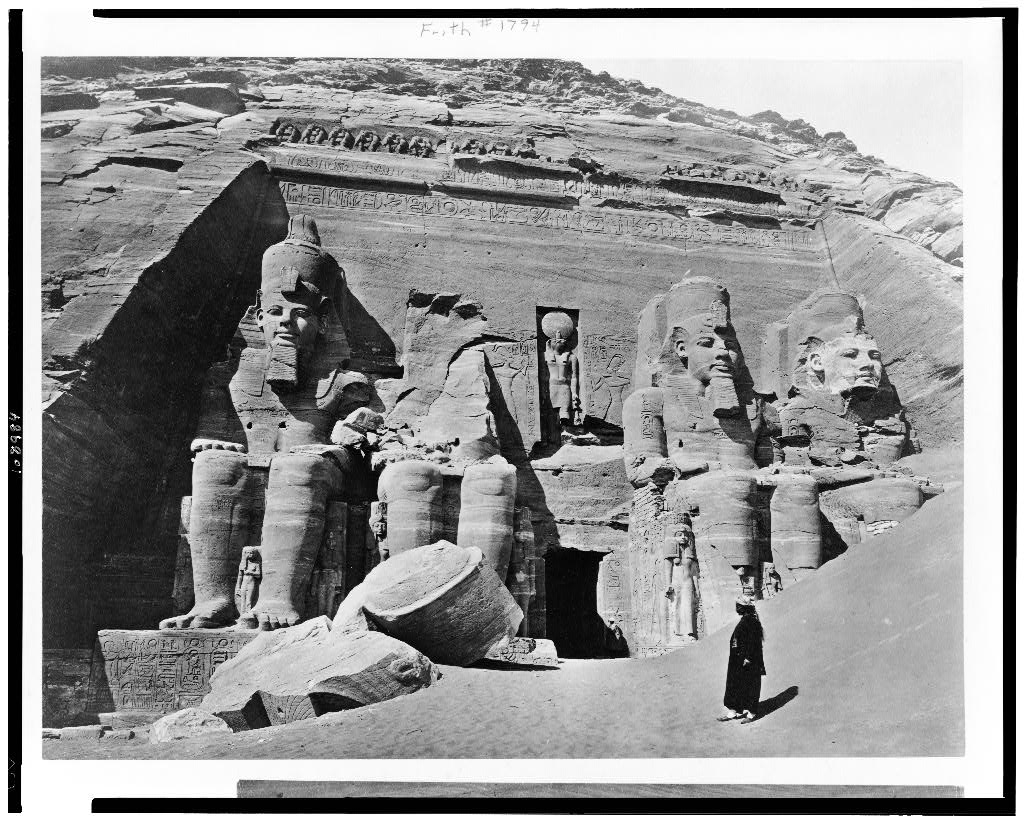
Fachada do Grande Templo em Abū Sunbul, Egito.

Death on the Nile (Morte no Nilo no Brasil / Barco da Morte ou Morte no Nilo em Portugal) é um romance policial de Agatha Christie, publicado em 1937. É um dos casos mais famosos do detetive Hercule Poirot e conta também com a participação do Coronel Race.

## Sinopse
Linnet Ridgeway é uma jovem que tem simplesmente tudo: amor, riqueza e uma beleza encantadora. Após se casar com Simon Doyle, o ex-namorado da melhor amiga, vai passar sua lua-de-mel no Egito.
Jacqueline de Bellefort era a melhor amiga de Linnet. Logo que Linnet casa-se com seu ex, fica muito enfurecida, assim seguindo-os pela sua lua-de-mel e se fazendo presente em todos os momentos, deixando sua ex-amiga e seu ex-noivo inconformados.
Além deles, se encaminha ao Egito, por diferentes razões, um diverso e vasto grupo de indivíduos: a amável Mrs Allerton e seu filho Tim, primo de uma amiga de Linnet(Joanna Southwood); a problemática idosa norte-americana Marie Van Schuyler, com sua jovem prima e dama de companhia Cornelia Robson e sua enfermeira Miss Bowers; a escritora de romances eróticos Salome Otterbourne e sua filha, a introvertida Rosalie; Mr. Ferguson, um jovem de ideais comunistas; Signor Richetti, um arqueólogo italiano; o administrador das finanças de Linnet e velho amigo do falecido pai desta, Andrew Pennington; a empregada de Linnet, Louise Bourget; um médico chamado Dr. Bessner; um jovem viajante solitário chamado Fanthorp; e por fim, Hercule Poirot, o famoso detetive, que está de férias. Mas quando um dos lados do triângulo amoroso é assassinado, cabe a Poirot descobrir quem cometeu o crime.